# 김종수 (1957년)
김종수(金鐘洙, 1957년 3월 15일 ~ )는 전 KBO 리그 빙그레 이글스의 내야수이자, 현재 KBO 리그 한화 이글스의 운영 팀장이다.

## 출신학교
- 대전신흥초등학교
- 한밭중학교
- 중앙고등학교
- 고려대학교